# Moderator (reaktor)
Moderator nevtronov je material, ki v jedrskem reaktorju upočasnjuje hitrost nevtronov. Moderator zmanjša hitrost t. i. "hitrih" nevtronov do t. i. počasnejših "termičnih" nevtronov. Počasnejši nevtroni imajo večjo možnost, da jih bo absorbiral 235U in s tem povzročil nadaljnje cepljenje. Izraz "termični" nevtron ne pomeni, da je toplejši, ampak samo, da je v termičnem ravnovesju z gorivom.
Največkrat se za moderator uporablja običajna (imenovana tudi "lahka") voda - H20 (75 % vseh reaktorjev na svetu), težka voda D2O (5 % vseh reaktorjev na svetu), grafit (20 % vseh reaktorjev na svetu) in redko berilij in berilijev oksid (BeO).
Lahka voda deluje tudi kot absorber (vpijalec) nevtronov, medtem kot težka voda zelo težko absorbira nevtrone. Težka voda ima tako boljšo "ekonomijo" nevtronov, kar pomeni da lahko težkovodni reaktorji delujejo tudi na naravni (neobogateni) uran (0,72% 235U). Medtem ko lahkovodni reaktorji potrebujejo okrog obogateno (3-5% 235U) jedrsko gorivo. Je pa težka voda bistveno dražja od lahke vode.
Obstajajo tudi hitri nevtronski reaktorji, ki nimajo moderaterja in delujejo na spektru hitrih nevtronov. Te vrste reaktorji potrebujejo bolj obogateno gorivo kot reaktorji na "termični" nevtronih.
Reaktorje, ki uporabljajo moderator se kdaj označuje tudi kot "termični nevtronski reaktorji" ali samo "termični". Sicer vsi jedrski reaktorji, tudi tisti, ki se uporabljajo za proizvodnjo plutonija za jedrsko orožje, proizvajajo toploto.